# (38099) 1999 JE14
1999 JE14 (asteroide 38099) é um asteroide da cintura principal. Possui uma excentricidade de 0.14616320 e uma inclinação de 7.42036º.
Este asteroide foi descoberto no dia 13 de maio de 1999 por LINEAR em Socorro.